# Heartland Championship 2006
El Campeonato Heartland 2006 fue la primera  edición de la segunda división de rugby de Nueva Zelanda. 
El primer campeón de la competencia fue Wairarapa Bush.

## Sistema de disputa
Cada equipo disputa 8 encuentros frente a sus rivales.
- Los mejores clasificados de cada copa clasificaran a sus respectivas semifinales.
  - La Copa Meads enfrenta a los mejores seis equipos del campeonato y por lo tanto el campeón de la fase final obtiene el título de la competición.
  - La Copa Lochore enfrenta a los peores seis equipos del campeonato y por lo tanto el campeón de la fase final obtiene la copa de consuelo que representa al séptimo lugar de la competencia.

## Copa Meads
- Clasificación[1]

| Pos. | Equipo            | Encuentros | Encuentros | Encuentros | Encuentros | Tantos | Tantos | Tantos | PB | PB | Puntos |
| Pos. | Equipo            | PJ         | PG         | PE         | PP         | F      | C      | Dif    | BO | BD | Puntos |
| ---- | ----------------- | ---------- | ---------- | ---------- | ---------- | ------ | ------ | ------ | -- | -- | ------ |
| 1.º  | Wanganui          | 8          | 7          | 1          | 0          | 309    | 146    | +163   | 4  | 0  | 35     |
| 2.º  | North Otago       | 8          | 6          | 0          | 2          | 332    | 152    | +180   | 6  | 1  | 31     |
| 3.º  | Wairarapa Bush    | 8          | 7          | 0          | 1          | 211    | 130    | +81    | 2  | 1  | 31     |
| 4.º  | Mid Canterbury    | 8          | 4          | 0          | 4          | 155    | 178    | -23    | 2  | 1  | 19     |
| 5.º  | Horowhenua-Kapiti | 8          | 2          | 1          | 5          | 162    | 260    | -98    | 2  | 2  | 14     |
| 6.º  | South Canterbury  | 8          | 3          | 0          | 5          | 105    | 178    | -73    | 1  | 1  | 14     |

|  | Semifinales Copa Meads. |

### Semifinal
| 14 de octubre | Wanganui | 30 - 17 | Mid Canterbury |  |  |

| 14 de octubre | Wairarapa Bush | 25 - 19 | North Otago |  |  |

### Final
| 21 de octubre | Wanganui | 14 - 16 | Wairarapa Bush |  |  |

| Bandera de Nueva Zelanda |
| Campeón Wairarapa Bush   |
| Primer título            |

## Copa Lochore - Séptimo puesto
- Clasificación[1]

| Pos. | Equipo        | Encuentros | Encuentros | Encuentros | Encuentros | Tantos | Tantos | Tantos | PB | PB | Puntos |
| Pos. | Equipo        | PJ         | PG         | PE         | PP         | F      | C      | Dif    | BO | BD | Puntos |
| ---- | ------------- | ---------- | ---------- | ---------- | ---------- | ------ | ------ | ------ | -- | -- | ------ |
| 1.º  | Poverty Bay   | 8          | 5          | 0          | 3          | 243    | 194    | +149   | 3  | 1  | 24     |
| 2.º  | Thames Valley | 8          | 4          | 0          | 4          | 192    | 177    | +15    | 2  | 3  | 21     |
| 3.º  | King Country  | 8          | 3          | 2          | 3          | 158    | 132    | +26    | 2  | 2  | 20     |
| 4.º  | Buller        | 8          | 3          | 0          | 5          | 139    | 182    | +-43   | 0  | 2  | 14     |
| 5.º  | East Coast    | 8          | 1          | 0          | 7          | 109    | 236    | -127   | 0  | 2  | 6      |
| 6.º  | West Coast    | 8          | 1          | 0          | 7          | 136    | 286    | -150   | 0  | 2  | 6      |

|  | Semifinalistas Copa Lochore. |

### Semifinal
| 14 de octubre | Poverty Bay | 34 - 10 | Buller |  |  |

| 14 de octubre | Thames Valley | 15 - 17 | King Country |  |  |

### Final
| 21 de octubre | Poverty Bay | 46 - 34 | King Country |  |  |

| Bandera de Nueva Zelanda         |
| Ganador Copa Lochore Poverty Bay |
| Primer título                    |